# Coquin de briquet
Pour plus de détails, voir Fiche technique et Distribution.
Coquin de briquet  (If I Were Single) est un film américain réalisé par Roy Del Ruth, sorti en 1927. Bien qu'il n'ait pas de dialogues audibles, le film est sorti avec une bande son musicale et contenant des bruitages utilisant le procédé Vitaphone.

## Fiche technique
- Titre original : If I Were Single
- Réalisation : Roy Del Ruth
- Scénario : Robert Lord, Joseph Jackson (intertitres)
- Producteur : Darryl F. Zanuck
- Photographie : Edwin B. DuPar
- Montage : Ralph Dawson
- Genre : Comédie[1]
- Production : Warner Bros.
- Distributeur : Warner Bros.
- Genre : Comédie romantique
- Durée : 70 minutes
- Date de sortie : 17 décembre 1927

## Distribution
- May McAvoy : May Howard
- Conrad Nagel : Ted Howard
- Myrna Loy : Joan Whitley
- George Beranger : Claude

## Statut du film
Une copie du film est conservée dans les archives du BFI National Film and Television.